# ボンバーマンストーリー
『ボンバーマンストーリー』は2001年4月27日にハドソンから発売されたアクションロールプレイングゲーム。ゲームボーイアドバンスのボンバーマンシリーズ第1作目。
RPG要素と従来のボンバーマンの要素を融合させた1人用モード「ノーマルゲーム」と最大4人対戦が可能な「バトルゲーム」の2つのゲームモードからなる。シリーズで初めてキャラボンに特殊能力が付与されたほか、凶悪ボンバー5人衆が5人揃って登場する。
ディレクターはシリーズプロデューサーの藤原茂樹、ゲームデザインは『ボンバーマンヒーロー ミリアン王女を救え!』を手掛けた大久保則雄と赤石龍彌、音楽は盛山浩一、バトルゲームのメイン曲のみシリーズ楽曲を多く手掛けた竹間淳が担当。キャラクターデザインはシリーズ美術監督の水野祥司と佐藤梢が手掛けている。
続編として『ボンバーマンストーリーDS』（ニンテンドーDS）がある。

## ノーマルゲーム
ボンバーマンを操作して、惑星ファンタリオンの調査及び消息を絶ったマックスの捜索・救助に向かう。フィールドではRPGの要素を、ダンジョンでは従来のボンバーマンを楽しむことができる。
ボンバーマンのライフはハートの器で表示され、初期値は3個である。爆風や敵の攻撃を受けると減少し、ライフが全てなくなるとゲームオーバーになる。ゲームオーバーになると、最後にセーブした状況から再開になる。ライフは「薬」で回復できる他、最初の町「アルファタウン」にあるボンバーマンの宇宙船「ボンバーシャトル」内で連絡を取れるDr.アインや、埋まった入口を爆破することで入れる部屋やキャラボン「エレファン」の能力で動かせるハードブロックを動かしたときに出現する隠し部屋の中にいる妖精や住民に回復してもらえる。
各ゾーンには自由に探索できるフィールドとボスが待ち受ける基地(ダンジョン)が存在する。フィールドは8方向に移動でき、各地に冒険の拠点となる町が散在している。フィールド内のどこかに基地(ダンジョン)が存在する。基地は4方向に移動でき、フロア(部屋)ごとに区切られている。部屋ごとに異なる条件を満たすことで扉を開けられる。随所にボンバーマンをパワーアップできるアイテムが隠されている。
基地内のどこかにエメラリーダ女王に仕える賢者たち が囚われている。彼らはボスの部屋に入るために必要な合成キャラボンを教えてくれる上に、元になるキャラボンを1体くれる。
基地内のどこかの部屋に「凶悪ボンバー5人衆」の一人が待ち受けており、ボンバーマンに戦いを挑んでくる。ボスを倒すと、ゾーンクリアとなり次のゾーンに進める。また最終ゾーン以外のゾーンをクリアするとメダリオンが手に入り、ライフの最大値が1つ増えた上でライフが全回復する。

## バトルゲーム
最大4人での対戦が可能。スーパーボンバーマンシリーズやボンバーマンワールド等でみられるようなお馴染みのスタイルで行うバトルゲームとしては、携帯ゲーム機向けタイトルでは初めてである。一台の本体でコンピュータ（COM）にしてプレイする「ひとりで あそぶ」と、通信ケーブルを用いて複数人対戦（1カートリッジプレイ）をする「みんなで あそぶ」のどちらかを選んでプレイする。
まず始めにプレイヤーの設定（にんげん/コンピュータ/オフ）をした後、以下のルールの設定を行う。
- コンピュータ
  - コンピュータの操作するボンバーマンの強さを よわい/ふつう/つよい の3段階から設定する。
- 何ポイントマッチ
  - 先に何勝したボンバーマンが優勝になるかを1-5から設定できる。
- タイム
  - バトルの制限時間を 1:00-5:00（一分刻み）/∞ から設定できる。
- サドンデス
  - オンにすると残り時間一分（1:00の場合40秒）で登場するプレッシャーブロックが最後まで降るようになる。ランダムの場合は降り方の数パターンのうち1つが毎回選ばれる。
- シャッフル
  - オンにするとプレイヤーの開始位置が毎回シャッフルされる。オフの場合は1P-左上、2P-右下、3P-右上、4P-左下で開始される。
- ドクロ
  - オンにすると、爆風をドクロに当てると跳ねるようになる。
- フィッシングボンバー
  - オンにすると、後述のフィッシングボンバーが採用される。
- みそボン
  - オンにするとやられたボンバーマンが外から爆弾を投げ入れる「みそボン」の状態になる。スーパーにするとやっつけた場合にフィールドに戻ることができる。

### フィッシングボンバー
優勝したボンバーマンだけがプレイできるボーナスゲーム。Aボタンでパワーを決定し、湖に向かってルアーを投げる。ルアーを手前に動かして調節し、湖の中のアイテムを入手する。得たアイテムは次の試合に持ち越すことができるが、「ゲタ」も中に混じっているので必ずしも得するとは限らない。

## ミニゲーム
各ゾーンの特定の地点でミニゲームを遊ぶことができるポイントが存在する。それぞれクリアしないとゲームを進行させることができないが、失敗しても何度でも再挑戦が可能である。
攻撃は上か?下か? （シードランのミニゲーム）
シードランが上か下かどちらに攻撃してくるかを予想してコマンドを入力する。3回防御に成功すればクリアとなるが、3回攻撃を食らってしまうと失敗になる。
抜き絵競争 （シャークンのミニゲーム）
爆弾を使ったお絵かきパズル。ステージの左側にあるソフトブロックを、ステージの右側にあるハードブロックで作られた図形通りに破壊する。制限時間内に完成させることができればクリアとなる。一度破壊したソフトブロックは復元されないため、破壊してはいけないものを破壊すると失敗となる。
大砲でヤッホー! （ストロングのミニゲーム）
爆弾で大砲に火をつけて玉を発射し、制限時間内に3体の戦闘員を倒せばクリアとなる。
スパークボンバー! （アニマルポミュのミニゲーム）
戦闘員の壁でできたコースをゴールまで進むミニゲーム。戦闘員にぶつかると失敗となる。
（ミニゲーム名：）

## 設定

### ストーリー
ボンバー星雲の惑星「ファンタリオン」からボンバーベースにSOSが届いた。ボンバーベースの司令官Dr.アインは、ファンタリオンに起きた異変調査にマックスを派遣した。ところがマックスは「惑星の各地に奇妙な建物が造られている。」という連絡を最後に、消息を絶ってしまう。Dr.アインは事態を重く見て、ファンタリオンに起きた異変の原因究明とマックスの救出命令をボンバーマンに下した。これを受けボンバーマンはファンタリオンに向けて緊急発進した。

### ゾーン
草原ゾーン
ゲームのスタート地点となる緑豊かなゾーン。
海辺ゾーン
何者かによって汚染された海のゾーン。
氷原ゾーン
全てが氷につつまれたゾーン。氷漬けのお城「フェアリーパレス」や城下町が存在する。フェアリーパレスでは惑星ファンタリオンを治めるエメラリーダ女王に会うことができる。
砂漠ゾーン
火山活動が激しく、住民が水不足に悩まされているゾーン。
天空の城 ファンタシー
天空の道に4つのメダリオンを嵌め込むことで行けるようになる最終ゾーン。普段はエメラリーダ女王が暮らしている城であるが、今は凶悪ボンバー5人衆の支配下にある。

### 施設
ボンバーシャトル
最初の町「アルファタウン」に停泊しているボンバーマンの宇宙船。Dr.アインが基本操作を教えてくれる他、ライフが減少しているときに行けば回復してくれる。
民家
町の住民が住んでいる。ゲーム進行上のヒントや情報を教えてくれる。
アイテム屋
アイテムを購入することができる。
ボム合成屋
合成アイテム「ボム素材」を持っていけば、新しい爆弾を作ることができる。
コロシアム
手持ちのキャラボンを戦わせることができる。キャラボンが5体以上の時は最大5連戦の勝負が可能。
ゲームセンター
ミニゲーム「バロムダラケ」を遊ぶことができる。無敵状態のボンバーマンを操作して、一定時間以内にバロムを何体倒せるかを競う。規定点以上で「大きい薬」が手に入る。

### キャラクター
MAXとDr.アインについてはボンバーマンの味方を、マグネットボンバー、プリティーボンバー、プラズマボンバー、ゴーレムボンバー、ブレインボンバーについては凶悪ボンバー5人衆を参照。
キャラボン
属性と特殊能力を持つ生き物たち。特殊能力でボンバーマンの冒険をサポートしてくれる。
詳細は#キャラボンを参照。
ハニー
アルファタウンに住んでいる女の子。お母さんが留守の時に指輪で遊んでいたら、キャラボン「ポミュ」にその指輪を取られてしまった。
テンメー
アルファタウンに住んでいる老人写真家。ボンバーマンに迷いの森にいる「ルーイ」の写真撮影を依頼する。名前の由来は写真家加納典明からと思われる。
フジワラ
キャラボン「ポミュ」を調査するためにアルファタウンに引っ越してきたキャラボン研究家。ボンバーマンにキャラボンの基礎知識を教えてくれる。
インディ
ベータタウンに住んでいるトレジャーハンター。MAXからボンバーマンへの伝言とアイテム「レーダー」の受け渡しを頼まれる。
ジョーンズ
ガンマタウンに住んでいる冒険家の服装をした男性。町の北西の崖にあるデルタタウンへの連絡通路が通れなくなり困っている。
ラナ
タカイタカイ山に住んでいる女の子。キャラボン「シェル」を飼っている。
サンペイ
潮風の森の外れに住んでいる漁師。お気に入りの「ツリバリ」をなくし、魚が捕れなくなってしまい困っている。
キン
みなみイプシロンに住むおばあさん。ギンは姉。
ギン
きたイプシロンに住むおばあさん。キンは妹。
テクジー
ゼータタウンに住んでいるおじいさん。健康に気を使い様々な健康法を試している。最近のお気に入りはハドソンの育成散歩計「てくてくエンジェル」であるが、目標の100万歩まであと100歩というところでドクターストップがかかってしまった。キャラボン「シーバルーン」を飼っている。
キング
修行の森にいるおじいさん。キャラボンチャンプと呼ばれており、伝説のキャラボン「タートルキング」を連れている。
ビビディ
エメラリーダ女王に仕える4賢者の一人。マグネットベースに囚われている。
バビディ
エメラリーダ女王に仕える4賢者の一人。プリティベースに囚われている。
ブゥ
エメラリーダ女王に仕える4賢者の一人。プラズマベースに囚われている。
ラオ
エメラリーダ女王に仕える4賢者の一人。ゴーレムベースに囚われている。
エメラリーダ女王
惑星ファンタリオンの女王。普段は天空の城ファンタシーで暮らしているが、ファンタシーが凶悪ボンバー5人衆に乗っ取られてしまったため、現在は南イプシロンの向かいにある「フェアリーパレス」に滞在している。
モーグ
心優しき謎の巨人。火山の側に住んでいたが、噴火により食べ物がなくなったことを理由に山を離れた後、空腹のあまり水の都「コスモス」で倒れ、動けなくなってしまう。
シド
基地内に設置されているキャラボン合成マシーン。

### 敵キャラクター
ザコキャラクターの一部には過去作品に登場しているもの（バロム、戦闘員など）、ディレクターの藤原が手掛けた『ニュートピアII』の敵キャラクターがモチーフになっているもの（ドロップ、ネズラーなど）、両方に該当するもの（フィッシュマン、グェールなど）が存在する。

#### 草原ゾーン

##### フィールド
ドロップ
スライムのような敵。全ゾーンに登場する。
バロム
オレンジ色の風船。シリーズにも数多く登場する。
マッドフラワー
紫色の花。3体1セットで登場する。
トレント
木のモンスター。普段は普通の木に化けているが、ボンバーマンが近づくと正体を現す。

##### 基地
パクパク
緑色のヘビ。爆弾を食べてしまうが、爆弾を食べると動きが遅くなる。
戦闘員11号
戦闘員。過去のシリーズ作では「ヒゲヒゲ団」の戦闘員として登場している。
ゾンビ
普段は地中にいるがボンバーマンが近づくと地面から這い上がって出現する。
ネズラー
ハリネズミ。ボンバーマンを見つけると回転して突進してくる。
マグネットドラゴン（ボス）
凶悪ボンバー5人衆の一人「マグネットボンバー」がキャラボン「ポミュファング」と合体して変身した姿。炎を吐いて攻撃してくるが、炎を吐く度に胴体が短くなっていく。爆弾食べると胴体が1つ分回復する。頭に爆風を当てると胴体が分離し一定時間で爆発する。頭だけになっている時のみダメージを与えられる。

#### 海辺ゾーン

##### フィールド
オークマン
三叉槍を持つブタのような敵。いきなり三叉槍を突き出して攻撃してくる。
フィッシュマン
槍を持つ半魚人。海中に出現する。
グェール
カエル。ジャンプしながら移動する。
カニバブラー
カニ。海中に出現する。

##### 基地
バースター
体内に炎を持つスライムのような敵。体内の炎を出している時は無敵。
ゴーガ
巻貝。地面に隠れている間はダメージを与えられない。
スパーキー
クラゲ。近づくと放電して攻撃してくる。
スケルトン
骸骨の騎士。姿を消すことがある。
プリティーバルーン（ボス）
凶悪ボンバー5人衆の紅一点「プリティーボンバー」がキャラボン「シーポミュ」と合体して変身した姿。タコのような姿だが、爆風を当てるとスライム状に変化する。スライム状態の時にへこんでいる箇所に爆風を当てるとダメージとなる。ダメージを与えると分裂するが、分裂中はダメージを与えられないため、集合し、タコに戻るまで待たなければならない。

#### 氷原ゾーン

##### フィールド
スノーマン
雪男。雪玉を投げて攻撃してくる。
トドラ
トド。爆弾を投げ返してくる。
アイスタワー
冷気を放って攻撃してくる。地面に潜って移動することもあり、この間は爆風を当てられない。倒すと4体に分裂する。
ピグミン
緑色のフードを被っている敵。ジャンプで爆風を避けたり、鎖を放って攻撃してくる。

##### 基地
シャドー
影のような敵。浮遊移動をする。
ペラン
トランプのような敵。爆弾を運んでしまう。
ボーガンナイツ
弓矢を武器に攻撃してくる騎士。
ガーゴイル
悪魔のような敵。槍を地面に突き立ているときしかダメージを与えられない。
プラズマロック（ボス）
凶悪ボンバー5人衆のリーダー格である「プラズマボンバー」がキャラボン「ポミュドラゴン」と合体して変身した姿。空を飛んでいる間はダメージを与えられない。飛んでいる間は5方向へ羽を発射する攻撃をしてくるが、ダメージを与えるとタマゴ型爆弾を落としてきて、さらに風を起こしてこちら側に送り込んでくる。

#### 砂漠ゾーン

##### フィールド
ロックン
岩石。普段はブロックに化けている。
バドー
コウモリ。空を飛び、弾を撃つ。
ドグマ
アリ地獄のような攻撃をしてくる。
ファラー
口から火炎を吐く古代人風の敵。

##### 基地
マミー
ミイラ。体力の高さが特徴。
デスパイダー
クモ。クモの巣を吐いて攻撃してくる。
クラウド
灰色の雲。ダメージを与えると分裂する。
サンディ
砂の手。爆弾を投げ返してくる。
ゴーレムゴースト（ボス）
凶悪ボンバー5人衆の一人「ゴーレムボンバー」がキャラボン「シーウィング」と合体して変身した姿。弾を放ってきたり、ボンバーマンのゾンビ「ゾンビボンバー」を4体召喚したりしてくる。ゾンビボンバーは爆風に当たると「みそボン」になり外周から爆弾を投げてくるようになる。内部にいるゾンビボンバーは、ゴーレムゴーストにより爆破されるのと再び召喚されるのを繰り返す。4体全てがみそボンになるとみそボンが地面に還り、再びゾンビボンバーとして出現するようになる。

#### 天空の城 ファンタシー
クリスタルデーモン
鎌を持った敵。
戦闘員
銃を持った戦闘員。過去のシリーズ作では「ヒゲヒゲ団」の戦闘員として登場している。
ヌウ
角を持つ黄色い敵。ジェネレーターから次々と湧いてくる。
サーチロボ
爆弾を投げ返してくるロボット。
クローラ
緑色のイモムシ。ジャンプしながら移動する。ボンバーマンを見つけると回転しながら突進してくる。
メカドン
爆弾。時々爆発して攻撃してくる。
ガッシーン
岩石。爆弾を食べてしまう。
ゴーレム
普段はブロックに化けているが、ボンバーマンが近づくと正体を現し動き出す。
マックス（ボス）
行方不明になり、ボンバーマンが捜していた闇の戦士。ブレインボンバーに操られているため、ボンバーマンに襲いかかってくる。ボンバーマンと同様、爆弾を武器に攻撃してくる。倒すと正気に戻る。
ブレインボンバー（最終ボス）
凶悪ボンバー5人衆の一人。最終兵器を開発している途中だったが、完成前にボンバーマンたちと対峙することになる。宙を浮いて雷を放つ攻撃や、地上に降りて不規則に跳ね回る爆弾を投げる攻撃をしてくる。

### キャラボン
属性と特殊能力を持つ生き物たち。特殊能力を発揮してボンバーマンを助けてくれる。闘技場で闘わせたり、合成して新たな能力を持ったキャラボンを誕生させたりもできる。

#### キャラボンリスト
ポミュ
属性：電気
能力：一度立ち寄った町にワープすることができる。ダンジョン内で使用すると、ダンジョンの最初の部屋に戻ることができる。
特殊攻撃：サンダーヘッド
シードラン
属性：火
能力：シールド構えて正面から来た矢等の攻撃を弾くことができる。
特殊攻撃：バーニングスピン
エレファン
属性：土
能力：色の違うハードブロックを押すことができる。セットしなくても使用可能。
特殊攻撃：グランシェイカー
ポミュファング
属性：電気・土
合成：ポミュ＋エレファン
能力：マグネットベースのボス部屋を開ける。
特殊攻撃：サンダーカッター
シャークン
属性：水
能力：見えないものを見えるようにする。
特殊攻撃：アイスラッガー
サンダーライガー
属性：電気・火・土
能力：ザコキャラの動きを遅くする。
特殊攻撃：ファイアーリング
シェル
属性：水
能力：セットしていると海中に潜ることができる。潜るときのみセットする必要があり、海中では外しても問題はない。
特殊攻撃：アクアボンバー
ツインドラゴン
属性：火
能力：火力を1上げる。
特殊攻撃：ダブルファイアー
ナックルポミュ
属性：電気
能力：ボムを押すとキックできる。ナックルポミュをセットなしでも使用可能。
特殊攻撃：サンダーパンチ
シーポミュ
属性：水・電気
合成：シェル＋ナックルポミュ
能力：プリティーベースのボス部屋を開ける。
特殊攻撃：ヘヴィスコール
ストロング
属性：土
能力：ボムを投げることが出来る。セットをしなくてもボム投げは出来る。マリンゴンをセットしているときは使用不可。
特殊攻撃：メガトンストーン
ビーストポミュ
属性：電気
能力：フェアリーパレスの前の崩れた橋を空を飛んで渡れる。
特殊攻撃：サンダースピン
プテラドン
属性：火
能力：ボムの火力を1減らす。
特殊攻撃：ファイアーボウ
ドラコ
属性：火
能力：暗い所を明るくする事ができる。
特殊攻撃：ヒートファイアー
ポミュドラゴン
属性：火・電気
合成：ドラコ＋ビーストポミュ
能力：プラズマベースのボスの部屋を開ける。
特殊攻撃：サンダースコール
ユニコルノス
属性：土
能力：風を起こして砂嵐を鎮める。
特殊攻撃：ヘヴィハリケーン
シーバルーン
属性：水
能力：虹の橋を架けて、1ブロック分の狭い溝を渡られるようにする。
特殊攻撃：バブルシャワー
アニマルポミュ
属性：電気
能力：Bボタンを押している間は、ダッシュができる。
特殊攻撃：サンダーアタック
マリンイール
属性：水
能力：イータタウンの祭壇に立つと雨を降らせる事ができる。
特殊攻撃：マッドブリザード
エレコング
属性：水・電気・土
能力：ソフトブロックを通過できる。
特殊攻撃：プラズマナックル
ユニコルネス
属性：土
能力：埋まった天空の道をBボタンで掘り起こす事ができる。
特殊攻撃：ジェットタイフーン
シーウイング
属性：土・水
合成：ユニコルネス＋マリンイール
能力：ゴーレムベースのボス部屋の扉を開ける事ができる。
特殊攻撃：アクアスパイラル
タートルキング
属性：火・水・電気
能力：ファンタシーの門およびボス部屋を開けることができる。
特殊攻撃：スピンアタック
マリンゴン
属性：火・水
能力：ラインボムが使用可能だが、ボム投げが使用不能になる。
特殊攻撃：マリンボム
ファイアーコング
属性：火・土
能力：リモコンボム(Bボタンを押すことで好きなタイミングで爆弾を爆発させられる)が使用可能。
特殊攻撃：ヒートダッシュ

#### キャラボンバトル
ルール
1対1のオートバトルを3回戦行い、相手のHPを0にするか、残りHPが多い方が勝ちになる。残りHPが同じ場合はドロー（引き分け）になる。
コマンド
キャラボンがバトル中に取る3種類の行動。
- こうげき - 通常攻撃を行うコマンド。剣のマークで表される。
- ぼうぎょ - 敵の攻撃を防ぐコマンド。盾のマークで表される。
- とくしゅ - キャラボンの属性による特殊攻撃を行うコマンド。星のマークで表される。

作戦
対戦は3種類のコマンドを組み合わせた作戦（全6種類）の中から3つをあらかじめ選んで行う。
- せめたらまもれ! - こうげき→ぼうぎょ→とくしゅ
- せんてひっしょう! - こうげき→とくしゅ→ぼうぎょ
- まもりがいちばん! - ぼうぎょ→こうげき→とくしゅ
- しあげはばっちり! - ぼうぎょ→とくしゅ→こうげき
- はでにいこうぜ! - とくしゅ→こうげき→ぼうぎょ
- わざがひかるぜ! - とくしゅ→ぼうぎょ→こうげき

属性
キャラボンには火（ドラゴン系）、水（魚系）、電気（ポミュ系）、土（獣系）の4つの属性があり、それぞれ相性が存在する。「火は土に強く、土は電気に強く、電気は水に強く、水は火に強い」となっている。相性が悪い属性相手への特殊攻撃（火から水、水から電気など）は効果が小さく、「火と電気」、「土と水」のような、相性が良くも悪くもない間の特殊攻撃は効果なしとなる。
キャラボンのステータス
アイテム「エサ」を取ると、その時装備しているキャラボンの能力値が上がる。能力には「攻撃力」、「防御力」、「特殊攻撃力」の3つが存在する。キャラボンによって能力値の上限が異なり、火の属性のキャラボンは攻撃力が高く、水の属性のキャラボンは防御力が高く、電気の属性のキャラボンは特殊攻撃力が高く、土の属性のキャラボンは3つの能力値の上限がバランス良く設定されている。

#### キャラボン合成
敵の基地内のどこかにあるキャラボン合成マシーン「シド」のところに行くと、手持ちのキャラボンを合成させ、新しいキャラボンを生み出すことができる。生み出されたキャラボンの攻撃力、防御力、特殊攻撃力は合成の元になったキャラボンの数値の合計値となるため、合成元のキャラボンを育てた状態で合成させると、より強い状態で誕生する。また、合成に使用したキャラボンは消失しない。

## 関連書籍
- ボンバーマンストーリー 公式ガイドブック
  - 2001年、小学館発行、ISBN 4-09-102870-5

### 本作を題材とした漫画
- ボンバーマンストーリー 熱血コミック＆攻略ガイドブック！

2001年の月刊コロコロコミック5月号の別冊ブック付録で、ボンバーマンストーリーの宣伝を兼ねた犬木栄治作の読み切り漫画が掲載された。物語は本編の前日談を描いたものになっており、ボンバーマンが惑星調査へと向かうマックスを見送ったり、ボンバーマンとマックスの2人が出会った当初は敵同士だった頃のバトルシーンなどが描かれている。設定や作画もかなり異なる。